# 帕克施泰因
帕克施泰因是德国巴伐利亚州的一个市镇。总面积30.85平方公里，总人口2288人，其中男性1143人，女性1145人（2011年12月31日），人口密度74人/平方公里。

## 历史沿革
在 1796 年 11 月，亚历山大·冯·洪堡 (Alexander von Humboldt)称这个拥有 2400 万年历史的玄武岩构造是他在欧洲遇到过的最美丽的构造。